# Herminio San Epifanio
Herminio San Epifanio Ruiz, Nació en Zaragoza el 1 de agosto de 1955 es un Baloncestista español ya retirado que estuvo en activo en las décadas de 1970 y 1980. Tenía una altura de 2,00 metros y jugaba de alero. Es el hermano mayor de Juan Antonio San Epifanio, Herminio fue a menudo conocido como "Epi I".
Desarrolló una larga carrera baloncestística de 21 años, 18 de ellos jugando en clubes de la máxima categoría del baloncesto español: la Liga española primero y la Liga ACB posteriormente. De los 10 clubes en los que militó el FC Barcelona fue el de mayor nivel. Con el conjunto catalán no consiguió ganar ningún título, aunque fue finalista de la Copa Korac en la temporada 1974-1975, final que el Barcelona perdió ante el Squibb Cantú.
Fue internacional con la selección española junior, con la que conquistó la medalla de plata en el Eurobasket Junior de 1974 disputado en Orleans. No llegó nunca a jugar con la Selección española absoluta.

## Clubes
- 1971-74: SD Kas
- 1974-77: FC Barcelona
- 1977-82: Areslux Granollers
- 1982-83: Caja Ronda
- 1983-84: CB L'Hospitalet
- 1984-87: RCD Espanyol
- 1987-90: Valvi Girona
- 1990-91: CB Mallorca (1ª División)
- 1991-92: Cajabadajoz (1ª División)
- 1992-93: Club Bàsquet Mollet (2ª División)
- 1993-94: Club Bàsquet Granollers (1ª Catalana)

## Palmarés
- Subcampeón de la Copa Korac: 1974-1975, con el FC Barcelona.
- Medalla de Plata en el Eurobasket Junior de 1974 disputado en Orleans, con la selección española junior.